# Esport
Esport (též elektronický sport, e-sport, eSport a progaming) je soutěžní klání hráčů počítačových her. Soutěží se formou hry pro více hráčů v různých turnajích a ligových soutěžích, které mají stanovená pravidla hry. Elektronický sport je možné provozovat na všech populárních platformách – PC, Xbox a PlayStation. Většina států, jejich sportovní svazy, Evropská unie  a veřejnost uznaly kompetitivní hraní počítačových her jako sport.

## Historie elektronického sportu
Samotný vývoj elektronického sportu lze pozorovat souběžně s rozvojem počítačových her. První náznaky kompetitivního hraní jsou známy již v dobách arkádových her po roce 1980 na počítačích Atari. Další velká vlna přišla s rozvojem počítačových sítí v systému Unix, který položil základ pro internetové hraní počítačových her. Pro PC hraní bude nejdůležitější nástup hry Doom a Quake. Právě tyto hry položily pevné základy a stály u nadcházejícího rozmachu elektronického sportu. Například Quake je hlavní hrou populárního turnaje QuakeCon v americkém Dallasu, kde se již od roku 1996 setkávají hráči této hry a soutěží o hodnotné ceny.

### Nástup světových turnajů
Ke konci 90. let po celém světě vznikaly první velké mezinárodní turnaje. Mezi nejznámější patří Cyberathlete Professional League, kterou založil Angel Munoz a spustil boom nového průmyslového odvětví. Soutěž, která se odehrávala v městech USA i Evropy, byla skvělou příležitostí pro počítačové hráče, jak získat velké finanční odměny. Jednotlivá klání navíc mohly sledovat tisíce diváků přímo v turnajových halách, na promítacích plátnech, nebo skrze přes internet streamované vysílání. Opravdový elektronický sport se však začal rozvíjet zejména v 90. letech a pomyslné pevné základy získal až v roce 2000, kdy se jihokorejská společnost ICM rozhodla po vzoru olympijských her vytvořit olympiádu elektronického sportu, která nesla jméno World Cyber Games. Od roku 2002 se jí účastní také čeští reprezentanti. Zatímco WCG jsou hráči brány jako herní olympiáda, pomyslné mistrovství světa je přidělováno Electronic Sports World Cup. Tento turnaj se od roku 2003 koná ve Francii a účastní se ho vítězové národních kvalifikací účastnících se zemí. Hráči soupeří v několika vybraných herních titulech o statisíce dolarů. Podobně jako u WCG, i zde se turnaje účastní čeští hráči. Další významnou soutěží je Major League Gaming, která se pořádá v severní Americe. Jedná se prakticky o tamní největší ligu, do které se zapojují statisíce hráčů. MLG je také spjata s podporou konzolových her. V současnosti mezi podporované hry patří mimo jiné Starcraft II, v budoucnosti by se do popředí mohly dostat také mobilní hry. Mezi světové soutěže lze zařadit také World Series of Video Games, která se skládala ze série LAN turnajů pro hry Counter-Strike, Quake 4 a Warcraft III. Unikátní turnaj měl navázat na úspěch CPL. Mezi světové turnaje, které daly věhlas elektronickému sportu se řadí také World e-Sports Games. Ten vznikl podobně jako WCG v Jižní Koreji a měl být naplňován pravidelnými a divácky atraktivními LAN turnaji. Začalo se soutěžit v Counter-Striku a Warcraft III. Mezi přelomové turnaje lze řadit také Championship Gaming Series, zpočátku ryze severoamerickou soutěž, která se rozšířila do celého světa. Podle jejího systému je svět rozdělen do několika regionů, jež reprezentuje několik profesionálních týmů. Turnaj byl ve své době hodnocen jako nejvíce dotovaná progamingová akce všech dob a získal si takovou popularitu, že jednotlivé zápasy byly vysílány na sportovní televizi Eurosport.

### Vývoj elektronického sportu v České republice
Historie kompetitivního hraní počítačových her je spjata s vývojem telekomunikačních technologií, převážně pak počítačů, šířením internetového připojení a rozvojem počítačových her. Další základy položil rozvoj organizací sdružující počítačové hráče. Vůbec prvním takovým sdružením v České republice byl tým The NecroRaisers, jehož vznik se datuje k 1. 1. 1997.
Hraní počítačových her na profesionální úrovni se řadí mezi činnosti, které nejsou fyzicky náročné a nesplňuje tedy definici sportu. Soutěžní klání mají jasná pravidla a soutěžní charakter. V elektronickém sportu existoval do roku 2010 Českomoravský svaz progamingu (ČMPS). Ten měl za úkol zvyšovat úroveň profesionálního hraní v České republice. Jedním z hlavních cílů tohoto sdružení bylo také pořádání vyvrcholení celého roku v podobě Mistrovství České republiky v počítačových hrách, které se od roku 2002 konalo na brněnské výstavě INVEX, později známé jako DIGITEX. Mezi roky 2008 až 2011 se MČR nepořádalo. Od roku 2011 se však znovu pořádalo, tentokrát v Seči. I když vlastní svaz přestal fungovat, většinu jeho funkcí převzal komunitní portál PLAYzone.cz. V letech 2013 a 2014 dostalo MČR ještě větší punc, když bylo z Jezerky přesunuto na pražské výstaviště v Letňanech jako součást u nás největšího herního veletrhu FOR GAMES. Od roku 2015 se finálový turnaj Mistrovství ČR v počítačových hrách koná na Brněnském výstavišti BVV v rámci veletrhu IN-JOY, která láká stále větší masy fanoušků profesionálního a poloprofesionálního hraní počítačových her.

## Profesionální hráč
Opravdový profesionální hráč vlastní profesionální smlouvu se svým zaměstnavatelem. Zpravidla jím je nějaký tým sdružující další hráče počítačových her, ale může to být i společnost, které tento hráč svým hraním zprostředkovává reklamu. V minulosti se profesionální smlouvou mohli pyšnit například hráči AMD Cyber Team, nebo členové týmu nEophyte. V současnosti je to například Erik "hakkiJunior" Leštach, který se stal reprezentantem výrobce energetických nápojů RedBull. Mezi povinnosti takového hráče je především poctivá příprava na jednotlivé zápasy, zajištění účasti v nejprestižnějších soutěžích a loajální reprezentace svého zaměstnavatele.
Aktuálně je českých profesionálních hráčů velmi málo. Existuje tu však velká skupina lidí, která splňuje některé vlastnosti profesionálního hráče. I když tito hráči nevlastní profesionální smlouvu, snaží se trénovat a účastní se soutěží.
Mezi základní předpoklady profesionálního hráče patří talent a v týmových hrách i velice dobré komunikační schopnosti, silná vůle, píle a v neposlední řadě schopnost maximálně se soustředit v průběhu až několik hodin trvajících zápasů. Aby hráč dosáhl nejvyšší úrovně, často musí vedle talentu vynaložit čas při tréninku zásadně přesahující běžnou pracovní dobu. Není výjimkou, že top hráči trénují až 16 hodin denně.

## Potřebné vybavení
Ke hraní na vrcholové úrovni potřebují hráči špičkové hardwarové vybavení. Nejdůležitější roli hraje kvalitní počítačová myš, podložka, sluchátka a monitor. Ryze specializované vybavení vyrábí firmy SteelSeries, Razer, Asus nebo Roccat. Světové značky jako Logitech či BenQ pak mimo jiné vydávají série výrobků, určené výhradně pro počítačové hráče. Některé firmy vsadily na spolupráci s hráči a vznikly tak velice úspěšné herní produkty, například série periférií Fatal1ty firmy Creative Technology. Další nedílnou součástí vrcholového hraní je typ připojení, které je zpravidla dvojího druhu: Internet a LAN.

### Internet
Internetové připojení plní roli nejjednodušší možnosti, jak se účastnit nejrůznějších klání. Dostupnost internetu se neustále zvyšuje. Pro počítačové hráče je důležitá zejména rychlost a doba odezvy (anglicky ping). Čím kvalitnější internetové připojení hráč má, tím výhodnější postavení v zápasech získá. Otázka internetu bývala v minulých letech[kdy?] často řešena, jelikož jeho kvalita nebyla velká a řadě hráčů hra neběžela plynule (v hráčském slangu se "lagovala"). S rostoucí kvalitou však tyto problémy ustávají. Potíže u hraní pomocí internetového připojení však pokračují. Metody obcházení pravidel se zdokonalují a je stále těžší odhalit případného podvodníka, který nehraje ve smyslu fair play.
Internet slouží prakticky ke všemu, co počítačový hráč požaduje. V prvé řadě mu slouží ke komunikaci. Zřejmě nejvíce využívaný prostředek je TeamSpeak, který slouží k domlouvání jednotlivých zápasů se soupeři a komunikací během hry, případně jiná média a komunikační programy (např. ICQ, Skype, Xfire, Steam atd.). V druhé řadě mu slouží jako prostředek pro virtuální připojení na herní servery, kde se zápasy odehrávají. V současnosti se u nových počítačových her prakticky nelze obejít bez internetového připojení, které ověřuje legální kopii daného herního titulu, ale i hraní dle pravidel fair play. Některé hry navíc disponují svou vlastní sítí, jedná se například o již zmiňovaný Steam nebo například Battle.net pro hráče StarCraft II: Wings of Liberty.

### LAN
Local Area Network, tedy připojení přes místní síť, se v současnosti již příliš nevyužívá vzhledem k tomu, že nové herní tituly vyžadují přístup k internetovému připojení a připojení skrze LAN nepodporují. Tento typ připojení je typický pro lokální turnaje v počítačových hernách a dalších prostorech, kde se hráči fyzicky setkávají na jednom místě. I když se již často nejedná o skutečnou LAN ve smyslu připojení, jsou LAN turnaje stále populární a velmi atraktivní vzhledem k divácké sledovanosti a zájmu sponzorů.

## Hry
Za progamingové hry se dá považovat jenom několik nejúspěšnějších titulů. Základním předpokladem je velmi široká hráčská základna a aktivní kompetitivní on-line scéna. Nejdominantnější progamingovou hrou minulosti byl Counter-Strike 1.6 a StarCraft: Brood War v Jižní Koreji. Oblasti strategických progamingových her v minulosti jednoznačně dominovaly hry vydané pod značkou Blizzard. V roce 2018 se světově nehranější hrou stala League of Legends s více než 70 miliony registrací. Záběr progamingu, co se žánrů týče, je velmi široký, mezi nejpopulárnější však bezpochyby patří FPS (First Person Shooters – střílečky z pohledu první osoby) a strategie.[zdroj?]

## Nejhranější progamingové hry
- Counter-Strike: Global Offensive
- StarCraft II: HotS
- StarCraft II
- League of Legends
- TrackMania
- World of Tanks
- WarCraft III
- WarCraft III: DotA
- Hearthstone
- Dota 2
- Rocket League
- Overwatch
- PlayerUnknown's Battlegrounds
- Fortnite Battle Royale

## Tým
Stejně jako ve sportech se i počítačoví hráči soustřeďují v týmech (často označovány jako klany). Tyto týmy pak hráčům za jejich reprezentaci nabízí zázemí v podobě navštěvované webové stránky, poskytnutí herních serverů a proplácení nákladů na hraní, převážně pak cest a startovného na offline turnajích. Ve velkých organizacích se do zázemí počítají i speciální tréninkové domy (tzv. game houses), kde hráči pravidelně trénují a kde mají veškeré sociální zázemí. Z příkladů lze vybrat například tréninkový dům Cloud 9 nebo Fnatic.

### Světové týmy
Ve světě existují tisíce herních týmů, které sdružují desítky tisíc počítačových i konzolových hráčů. Mezi nejznámější organizace patří například:[zdroj?]
- Ninjas in Pyjamas (NIP)
- Fnatic
- SK-Gaming
- MOUZ (mousesports)
- Natus Vincere (NAVI)
- FaZe Clan
- Team Liquid
- T1
- Cloud 9
- OG Esports
- G2 Esports
- Renegades

### Světoví hráči
- Lee "Flash" Young-ho
- Jpoona "Serral" Sotala
- Kenny "kennyS" Schrub
- Ladislav "GuadiaN" Kovács
- Robin "flusha" Roennquist
- Gabriel "FalleN" Toledo
- Christopher "GeT_RiGhT" Alesund
- Marcelo David (Coldzera)
- Oleksandr Kostyliev (s1mple)
- Nikola "NiKo" Kovács
- Jian "Uzi" Zi-Hao
- Lee "Faker" Sang-hyeok
- Kang "Ambition" Chan-yong

V roce 2023 byl nejlépe placeným hráčem Johan "N0tail" Sundstein s celkovým obnosem přes 7 milionů dolarů, na které si přišel díky svému hraní.

### České a slovenské týmy současnosti
V současnosti[kdy?] fungují v České republice a na Slovensku desítky herních týmů, z nichž jen několik nabízí hráčům dobré zázemí a účastní se národních i mezinárodních soutěží.
- NecroRaisers – od roku 1997[19]
- BlackTrains – od roku 2000
- eSuba – od roku 2004[20]
- eEriness – od roku 2006[21]
- Gunrunners – od roku 2009[22]
- Inaequalis – od roku 2011
- EXORS Gaming – od roku 2014
- FlyCom Esports Club – od roku 2015 [23]
- Fraternitas – od roku 2015
- Team Universe – od roku 2015
- ECLOT – od roku 2015
- Ravage.Esport – od roku 2017
- Dark Tigers – od roku 2015–16, 2017–
- E–Rivals.esp – od roku 2017
- Inside Games – od roku 2013
- iNvolute – od roku 2016
- G–Fraters – od roku 2016 (platfoma PS4)
- Online Vision Gaming (OVG) – od roku 2018
- Mindfinder Esports – od roku 2018
- Entropiq – od roku 2020

### České a slovenské týmy minulosti
Mezi týmy, které uspěly na národní a mezinárodní úrovni patří například:
- AMD Cyber Team – ukončeno v roce 2008, příklad úspěchu: druhé místo z CPL winter 2004 v Rumunsku [24]
- FU.sk – ukončeno v roce 2009, příklad úspěchu: profesionalizace hráčů včetně vybudování špičkového tréninkového domu[25]
- inteRaction – ukončeno v roce 2008, příklad úspěchu: vítězství InvexCupu 2006[26]
- SkyRiders – ukončeno v roce 2008, příklad úspěchu: reprezentace České republiky na WCG 2006 v Itálii[27]
- nEophyte – 1999–2014[28]
- Infected–Gaming – 2010–2016[29]
- RediA – 2009–2016
- eXtatus – 2008–2019
- HexCom eSports – 2016–2019[30]
- Leadress – 2019–2020

## Česká asociace esportu
V roce 2017 byla zaregistrována Česká asociace esportu (ČMSP). Jejím cílem je zastupovat zájmy českého esportu vůči veřejným institucím, médiím, sportovním organizacím a mezinárodním asociacím, dále osvětová činnost v oblasti esportu, profesionalizace, organizace a řízení domácích soutěží. Asociaci by do budoucna měli tvořit organizátoři soutěží, členská základna hráčů a kluby.

## Asociace gamingových klubů
V roce 2018 založily tři tuzemské herní kluby eEriness, eSuba a Inside Games Asociaci gamingových klubů. Toto sdružení má několik cílů – zlepšit pozici klubů v ekosystému česko-slovenského esportu, zastupovat kluby ve vztazích s pořadateli, budovat stabilní a přehledné prostředí pro růst a rozvoj esportu, zpřístupnit esport novým partnerům a nastavit základní standardy důvěryhodnosti a stability klubů. K roku 2020 má asociace již 12 členů a stala se členem České asociace esportu.

## Herní systém
Elektronický sport má svou základní hierarchii. Ta začíná od tréninku a končí účastí na nejprestižnějších soutěžích.

### Trénink
Stejně jako u každé lidské činnosti, je i v případě hraní počítačových her na profesionální úrovni důležité pro zlepšení schopností trénink. V elektronickém sportu je třeba vylepšovat řadu věcí, které mohou ovlivnit výsledek soutěžních zápasů. Jedná se o rychlost reakcí, ale také vymýšlení speciálních taktik. U týmových her je trénink obecně těžší než u individuálních. Zatímco jednotlivec se musí spolehnout jen na sebe, v týmových soutěžích rozhoduje především sehranost a komunikace. Hráči se obvykle připojují na herní server, kde zkouší nové možnosti, které si pak mohou ověřit v tzv. Practice Clanwars (tréninkové klanové zápasy, ekvivalentem k jiným sportům lze zařadit pojem přátelský zápas). Profesionální hráči věnují většinu času svého hraní právě přípravě. Speciální formou tréninku je BootCamp, neboli trénink, který probíhá na jednom fyzickém místě, zpravidla se jedná o počítačovou hernu.

### Klanové zápasy
Zápasy tvoří základní část soutěžního hraní. Oba soupeři si domluví vhodný termín zápasu, který může být soutěžního nebo tréninkového charakteru. Může být uskutečněn přes internet i formou LAN. K domlouvání zápasů slouží internetové komunikační prostředky v podobě IRC, ICQ, XFIRE a dalších. Výsledky soutěžních zápasů jsou zapisovány do jednotlivých soutěží, ale také na webové stránky daného týmu.

### Žebříčky

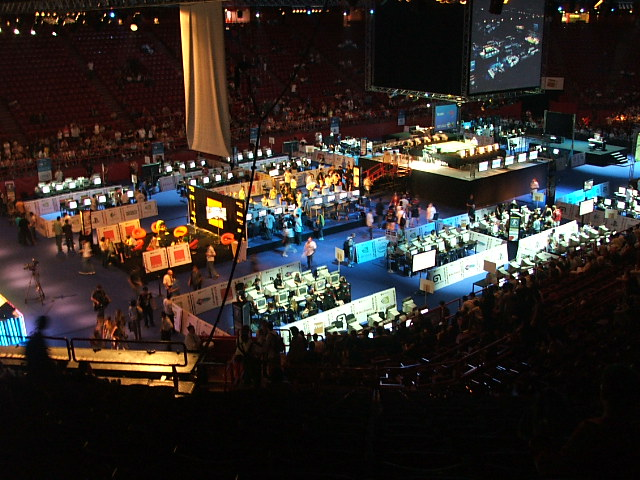
ESWC

První formou soutěžního hraní jsou žebříčky. Jedná se o dlouhodobou tabulku týmů, kde jednotliví účastníci sbírají body za výhry. V některých žebříčcích se využívá systému ELO. Žebříčky mohou být nekonečné nebo na omezenou dobu, po které jsou buď resetovány nebo ukončeny závěrečným play-off pro určitý počet nejvýše umístěných týmů.

### Ligy
Zatímco u žebříčků zpravidla nejsou žádné ceny pro vítěze, ligy jsou cenami dotovány. Jedná se o dlouhodobé soutěže pro stanovený počet účastníků, kteří mohou projít kvalifikacemi nebo být organizátory přímo pozváni. Základní podoba ligy může být formou výkonnostních divizí a následného play-off, jehož finále může probíhat online nebo offline, případně se může jednat o rozdělení soutěžících do základních skupin a následného play-off. Ligy patří mezi nejvíce dotované soutěže v elektronickém sportu.

### Turnaje
Turnaje jsou většinou krátkodobé maximálně několikadenní soutěže, kde soupeří určitý počet soutěžících, kteří mohou být rozděleni do základních skupin, nebo být přímo nasazeni do play-off. V elektronickém sportu se využívá systém FDE (Full Double Elimination – Dvojitý pavouk). Turnaje mohou být pořádány opět online nebo offline.

### Mistrovství
Mezi nejatraktivnější soutěže patří mistrovství. Ta mohou být národního i mezinárodního rázu. Mezi národní patří například Mistrovství České republiky v počítačových hrách. Zahraniční mistrovství jsou například ESWC nebo WCG. Na mistrovství se utkávají jen ti nejlepší, kteří procházejí dlouhodobými kvalifikacemi nebo jsou přímo pozváni pořadateli.

## Turnaje
Hráči spolu poměřují své síly v turnajích a ligách. Tyto turnaje se dělí podle způsobu připojení, a to buď přes internet (online) nebo přes LAN (offline). Online turnaje jsou pak finančně nenáročně jak pro hráče, tak pro organizátory (každý hráč hraje ze svého domova), na druhou stranu offline turnaje jsou více prestižnější a více sledované. Hráči mohou využít řadu soutěží v národním i mezinárodním měřítku.

### České online turnaje a ligy
V České republice a na Slovensku se pravidelně konají desítky turnajů a dlouhodobých lig. V následující tabulce jsou uvedeny nejvýznamnější soutěže.

#### Rok 2013
| Název soutěže                 | Herní titul(y)                   | Typ soutěže      | Místo konání | Čas    | Ceny      | Vítěz | Odkaz    |
| ----------------------------- | -------------------------------- | ---------------- | ------------ | ------ | --------- | ----- | -------- |
| AVerMedia MČR Tour PragoFFest | League of Legends                | LAN/online kval. | Praha        | Únor   | 28 500 Kč | eSuba | PLAYzone |
| Mezihernový turnaj 03/2013    | Counter-Strike: Global Offensive | LAN              | Herny        | Březen | 8 700 Kč  | east! | PLAYzone |

### Zahraniční online turnaje a ligy
- ESL – největší světový pořadatel lig a turnajů
- ClanBase – evropský turnajový žebříček

### Zahraniční offline turnaje
- WCG – bývá označován za herní olympiádu a pro mnohé je to nejprestižnější turnaj roku
- ESWC – evropské mistrovství konající se ve Francii
- IEM – série turnajů zakončená velkým grand finále; tento turnaj bývá nejlépe dotovaným turnajem vůbec
- DreamHack – největší turnaj světa, několik zápisů v Guinnessově knize rekordů v počtu zapojených PC na jednom místě

## Fair-Play
Podobně jako u sportů, kde se sleduje užití nepovolených látek nebo nepovoleného vybavení u sportovců, i v progamingu je kladen důraz na fair play. Počítačoví hráči, kteří užívají nepovolené programy nebo nepovolené nastavení hry, jsou označováni jako cheateři. Nejčastěji je to upravený config (různé nepovolené skripty). Rozpoznat podvádějící hráče se snaží některé specializované organizace a především externí software (tzv. anticheat programy).[zdroj?]

### Software, který se stará o Fair-Play v počítačových hrách
- ESL Wire Anti-Cheat
- ESL Aequitas (nefunkční)
- PunkBuster
- Valve Anti-Cheat

### Organizace, které se starají o Fair-Play v počítačových hrách
- forFAIRPLAY – systém řešení a banování cheaterů
- SteamBans – zahraniční projekt omezující cheating

## Mediální pokrytí
Hlavním médiem pro zprostředkování reportáží z elektronického sportu je internet. Toto médium lze rozdělit do několika kategorií. Hlavní roli plní velké komunitní webové stránky, které sdružují komunity nejvíce hraných počítačových her. Redaktoři zde publikují reportáže z jednotlivých turnajů a dalších soutěží, informují o přestupech hráčů mezi týmy nebo zpracovávají recenze vybraných hardwarových periferií určené ryze pro počítačové hráče. Další kategorii tvoří stránky pořadatelů jednotlivých soutěží. Je nutné si uvědomit, že účast v turnajích probíhá převážně přes internet, proto i registrace do většiny turnajů je prováděna skrze stránky jejich pořadatelů. Třetí částí mohou být webové stránky jednotlivých hráčů, týmů nebo celých multiherních organizací, které informují své fanoušky o dosažených úspěších, změnách a v neposledním případě tvoří základ pro prezentaci jejich partnerů.
Mimo článků se v současnosti velmi rychle rozvíjí také videoreportáže nebo specializované internetové televize. Krátké videoreportáže poskytují divákovi informace o atmosféře a konečném umístěné z turnajů, které probíhají formou LAN, nebo se využívají také pro zprostředkování rozhovorů s významnými osobnostmi hráčské komunity. Specializované internetové televize přenášejí živý program. Zpravidla vysílají komentované zápasy, rozhovory a rozbory jednotlivých turnajů. V zahraničí fungují například ESL TV nebo jihokorejská GOM TV. V České republice a Slovensku donedávna fungovala speciální internetové televize PG24, která vysílala 24 hodin denně nejrůznější pořady z prostředí počítačových her a progamingu. Svou činnost však musela ukončit. O určitý návrat v podobném duchu se snaží PLAYzone TV, kde možné v pravidelných intervalech sledovat pořady z herní scény. Obdobným projektem je Grunex TV a podobně také Hitpoint TV, které zprostředkovávají převážně reportáže z vybraných tuzemských turnajů. V roce 2015 vznikla organizace Magna, jejímž prvním projektem je, podobně jako PG24, nonstop herní televize soustředěná na eSport a internetové komunity MAGNA TV, jež vysílá na portále Twitch.tv. Od roku 2018 se esport dostal i do opravdové televize díky pořadu COOL Esport.
Mezi média se řadí také tištěná periodika, kde se objevují nejdůležitější informace ze světa nejprestižnějších soutěží z České republiky a zahraničí. Mezi taková periodika lze zařadit časopisy Level a Score. Informační útržky lze nalézt i v regionálních denících apod.
V klasickém televizním vysílání se v České republice prozatím informace ze světa elektronického sportu příliš nevyskytují. I přesto některá zpravodajství informovala o konání Mistrovství České republiky v počítačových hrách apod. I v televizním vysílání se však naleznou pořady, které se věnují ryze počítačovým hrám a kde jejich náplní bývají také informace z některých tuzemských soutěží. Mezi takovéto pořady patří Game Page vysílaný Českou televizí nebo pořad Re-play na stanici Prima Cool. Právě Prima COOL má na svědomí již čistě esportový pořád s názvem COOL Esport. Stejný název nese celá odnož Prima COOL, která se esportu věnuje. Stejně jako o ní se i o pořad stará portál PLAYzone.cz

## Negativní postoj veřejnosti
K hraní počítačových her má širší veřejnost všeobecně negativní postoj. V médiích se lze častokrát setkat s negativním spojením hraní počítačových her. Jedná se především o násilí, které je v nich obsaženo a mělo by způsobovat náchylnost ke skutečným trestným činům. Příklad může být masakr na německé škole a následná mediální pře o zákazu počítačových her jakožto příčině masakru. Negativa jsou směřována také k závislosti na hraní počítačových her. Oběma problémy se zabývá řada psychologů.

## Slovníček
- bootcamp – trénink hráčů ve specializované počítačové herně po dobu několika hodin nebo celého dne
- e-sports – elektronický sport, neboli soutěžní hraní počítačových her. Občas se plete s termínem progaming
- herní server – speciální počítač, který zprostředkovává spojení hráčů na internetu. Pro některé hry je to základní potřeba pro hraní hry s více hráči
- klan – seskupení hráčů jedné hry, pro týmové hry je to základní jednotka
- LAN – soutěž, která probíhá většinou ve specializované počítačové herně, případně z několika heren nebo na jiných místech, kde se daná soutěž pořádá (př. haly, sály, výstaviště), podstatou je přímá účast hráčů přímo v daném místě
- multi-klan – organizace, která sdružuje hráče více her najednou
- online – zápasy se hrají výhradně přes internetové připojení, spojení s tímto slovem se obvykle využívá při pořádání různých internetových soutěží, není nutná účast v hernách a dalších zařízeních
- offline – má podobný význam jako LAN, zde je podstatné, že se jednotlivé zápasy nehrají přes internetové spojení, ale přes lokální připojení přímo v daném místě
- počítačová herna – specializovaná služba pro běžné uživatele internetu a hlavně počítačové hráče, obvykle disponuje výkonnými počítačovými sestavami, které mohou nabídnout maximální výkon při hraní náročných her.